# Album al numero uno nella Billboard 200 nel 2003
Di seguito è proposta la lista degli album al numero uno nella Billboard 200 nel 2003.
La Billboard 200, pubblicata dalla rivista Billboard, è una classifica settimanale che considera i 200 album e EP più venduti negli Stati Uniti. I dati sono raccolti e compilati dalla Nielsen SoundScan prendendo in considerazione le vendite fisiche degli album accumulate settimanalmente.
Nel 2003 sono stati 31 gli album che hanno raggiunto la prima posizione Billboard 200, ai quali si aggiungono Up! di Shania Twain, la colonna sonora del film 8 Mile e Home delle Dixie Chicks che avevano raggiunto la vetta già nel 2001 .
Get Rich or Die Tryin', del rapper americano 50 Cent, è stato l'album con la più lunga permanenza in vetta dell'anno, con 6 settimane non consecutive, nonché anche l'album più venduto. Nei soli Stati Uniti l'album ha venduto 6,5 milioni di copie entro la fine dell'anno ed è stato certificato 6 volte platino dalla RIAA.

## Billboard 200
| † | Indica l'album con le migliori prestazioni del 2003. |

| Data         | Album                                        | Artista                                   | Tot. sett. #1 | Unità vendute | Fonti  |
| ------------ | -------------------------------------------- | ----------------------------------------- | ------------- | ------------- | ------ |
| 4 gennaio    | Up!                                          | Shania Twain                              | 5             | 459.000       | [ 3 ]  |
| 11 gennaio   | 8 Mile                                       | Artisti vari                              | 4             | 313.000       | [ 4 ]  |
| 18 gennaio   | 8 Mile                                       | Artisti vari                              | 4             | 119.000       | [ 5 ]  |
| 25 gennaio   | Come Away with Me                            | Norah Jones                               | 4             | 108.000       | [ 6 ]  |
| 1º febbraio  | Come Away with Me                            | Norah Jones                               | 4             | 114.000       | [ 7 ]  |
| 8 febbraio   | Come Away with Me                            | Norah Jones                               | 4             | 112.000       | [ 8 ]  |
| 15 febbraio  | Home                                         | Dixie Chicks                              | 4             | 104.000       | [ 9 ]  |
| 22 febbraio  | Get Rich or Die Tryin' †                     | 50 Cent                                   | 6             | 872.000       | [ 10 ] |
| 1º marzo     | Get Rich or Die Tryin' †                     | 50 Cent                                   | 6             | 822.000       | [ 11 ] |
| 8 marzo      | Chocolate Factory                            | R. Kelly                                  | 1             | 532.000       | [ 12 ] |
| 15 marzo     | Come Away with Me                            | Norah Jones                               | 4             | 621.000       | [ 13 ] |
| 22 marzo     | Get Rich or Die Tryin' †                     | 50 Cent                                   | 6             | 359.000       | [ 14 ] |
| 29 marzo     | Get Rich or Die Tryin' †                     | 50 Cent                                   | 6             | 280.000       | [ 15 ] |
| 5 aprile     | Get Rich or Die Tryin' †                     | 50 Cent                                   | 6             | 234.000       | [ 16 ] |
| 12 aprile    | Meteora                                      | Linkin Park                               | 2             | 810.000       | [ 17 ] |
| 19 aprile    | Meteora                                      | Linkin Park                               | 2             | 265.000       | [ 18 ] |
| 26 aprile    | Faceless                                     | Godsmack                                  | 1             | 269.000       | [ 19 ] |
| 3 maggio     | Thankful                                     | Kelly Clarkson                            | 1             | 297.000       | [ 20 ] |
| 10 maggio    | American Life                                | Madonna                                   | 1             | 241.000       | [ 21 ] |
| 17 maggio    | Get Rich or Die Tryin' †                     | 50 Cent                                   | 6             | 128.000       | [ 22 ] |
| 24 maggio    | Body Kiss                                    | The Isley Brothers featuring Ronald Isley | 1             | 150.000       | [ 23 ] |
| 31 maggio    | The Golden Age of Grotesque                  | Marilyn Manson                            | 1             | 118.000       | [ 24 ] |
| 7 giugno     | 14 Shades of Grey                            | Staind                                    | 1             | 220.000       | [ 25 ] |
| 14 giugno    | How the West Was Won                         | Led Zeppelin                              | 1             | 154.000       | [ 26 ] |
| 21 giugno    | St. Anger                                    | Metallica                                 | 1             | 418.000       | [ 27 ] |
| 28 giugno    | Dance with My Father                         | Luther Vandross                           | 1             | 442.000       | [ 28 ] |
| 5 luglio     | After the Storm                              | Monica                                    | 1             | 185.000       | [ 29 ] |
| 12 luglio    | Dangerously in Love                          | Beyoncé                                   | 1             | 317.000       | [ 30 ] |
| 19 luglio    | Chapter II                                   | Ashanti                                   | 2             | 326.000       | [ 31 ] |
| 26 luglio    | Chapter II                                   | Ashanti                                   | 2             | 135.000       | [ 32 ] |
| 2 agosto     | Bad Boys II                                  | Artisti vari                              | 4             | 324.000       | [ 33 ] |
| 9 agosto     | Bad Boys II                                  | Artisti vari                              | 4             | 197.000       | [ 34 ] |
| 16 agosto    | Bad Boys II                                  | Artisti vari                              | 4             | 155.000       | [ 35 ] |
| 23 agosto    | Bad Boys II                                  | Artisti vari                              | 4             | 121.000       | [ 36 ] |
| 30 agosto    | Greatest Hits Volume II and Some Other Stuff | Alan Jackson                              | 1             | 328.000       | [ 37 ] |
| 6 settembre  | The Neptunes Present... Clones               | The Neptunes                              | 1             | 249.000       | [ 38 ] |
| 13 settembre | Love & Life                                  | Mary J. Blige                             |               | 286.000       | [ 39 ] |
| 20 settembre | Metamorphosis                                | Hilary Duff                               | 1             | 131.000       | [ 40 ] |
| 27 settembre | Heavier Things                               | John Mayer                                | 1             | 316.500       | [ 41 ] |
| 4 ottobre    | Grand Champ                                  | DMX                                       | 1             | 312.000       | [ 42 ] |
| 11 ottobre   | Speakerboxxx/The Love Below                  | OutKast                                   | 7             | 509.600       | [ 43 ] |
| 18 ottobre   | Speakerboxxx/The Love Below                  | OutKast                                   | 7             | 235.000       | [ 44 ] |
| 25 ottobre   | Chicken*N*Beer                               | Ludacris                                  | 1             | 429.000       | [ 45 ] |
| 1º novembre  | Measure of a Man                             | Clay Aiken                                | 2             | 613.000       | [ 46 ] |
| 8 novembre   | Measure of a Man                             | Clay Aiken                                | 2             | 225.000       | [ 47 ] |
| 15 novembre  | Speakerboxxx/The Love Below                  | OutKast                                   | 7             | 142.000       | [ 48 ] |
| 22 novembre  | Shock'n Y'all                                | Toby Keith                                | 1             | 585.000       | [ 49 ] |
| 29 novembre  | The Black Album                              | Jay-Z                                     | 2             | 464.000       | [ 50 ] |
| 6 dicembre   | In the Zone                                  | Britney Spears                            | 1             | 609.000       | [ 51 ] |
| 13 dicembre  | The Black Album                              | Jay-Z                                     | 2             | 260.000       | [ 52 ] |
| 20 dicembre  | The Diary of Alicia Keys                     | Alicia Keys                               | 2             | 618.000       | [ 53 ] |
| 27 dicembre  | Soulful                                      | Ruben Studdard                            | 1             | 416.500       | [ 54 ] |

Note:
1. ↑  Ha raggiunto il numero uno anche nel 2002
2. ↑  Ha raggiunto il numero uno anche nel 2002
3. ↑  Ha raggiunto il numero uno anche nel 2002
4. 1 2  Ha raggiunto il numero uno anche nel 2004
5. ↑  Ha raggiunto il numero uno anche nel 2004